# Лешане (Апаче)
Лешане (словен. Lešane) — поселення в общині Апаче, Помурський регіон, Словенія. Висота над рівнем моря: 278,8 м.